# Личаківський парк
Лича́ківський парк — парк у Личаківському районі Львова, пам'ятка садово-паркового мистецтва місцевого значення (з 1984). Розташований на розі вулиць Личаківською та Пасічної, у північно-східній частині Львова. Назва походить від місцевості Личаків, яка розташована поруч.

## Історія
У середині XIX століття за Личаківською рогаткою, що на той час визначала, міську межу, був пустир. На ньому у 1883 році за проєктом львівського садівника (інспектора міських плантацій) Арнольда Рьорінга було закладено парк площею 6 га. Личаківський парк був влаштований в регулярному стилі. Були засипані піщані і глиняні кар'єри, розбиті доріжки, що йдуть по периметру парку — біля вулиць Личаківської і Пасічної та звиваються на схилах розлогих ярів. У Личаківському парку тоді було висаджено сосну чорну, смереку, клен, липу та березу. Офіційно парк відкрито 1892 року. Його узгір'я від 1894 року стало одним з місць відпочинку львів'ян.
За радянських часів Личаківський парк розширено завдяки залісненню пустирів поблизу Пагорбу Слави. Нині його площа становить 12,36 га. Також у парку зростають каштан,  явір, ялина та ясен. У парку є декілька оглядових майданчиків. Особливо зручний розташований біля пам'ятника польському національному героєві Войцеху Бартошу Гловацькому (скульптор Григорій Кузневич), встановленому ще 1905 року над крутих схилах з боку вулиці Личаківської. Звідти відкривається гарний вигляд, як на саму вулицю Личаківську, так й на зелені горби музею народної архітектури і побуту імені Климентія Шептицького. У західній частині Личаківський парк переходить у «стадіон Скіф», на півдні межує з комплексно-спортивною базою Львівського державного університету фізичної культури та зливається із зеленню військового меморіалу «Пагорб Слави», закладеного 1915 року як військовий цвинтар російських військовиків, що загинули або були поранені і померли у шпиталях після Галицької битви 1914 року. Після другої світової війни, упродовж 1945—1958 років цей військовий меморіал був реконструйований та розширений і відомий як «Пагорб Слави».
Поблизу кінцевою зупинки трамвайного маршруту № 2 розташована ділянка з насадженнями, що складається на 90% із сосни чорної та ялини європейської. На решті території зростають граб звичайний, в'яз шорсткий, робінія звичайна.
у 1931—1934 роках на прилеглій до парку ділянці за проєктом архітектора Тадея Обмінського споруджений костел Матері Божої Остробрамської (нині — церква Покрову Пресвятої Богородиці).

## Світлини

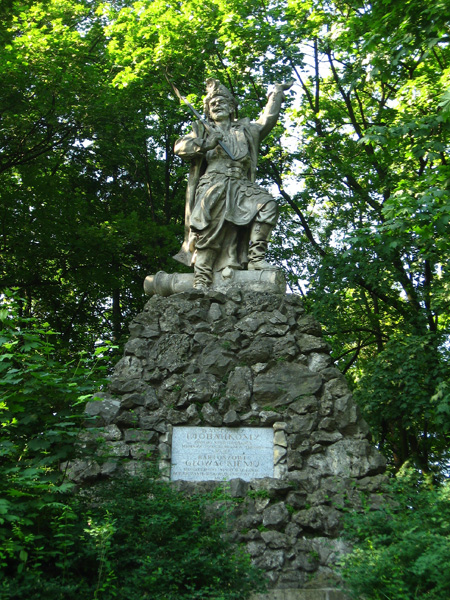
Пам'ятник Бартошеві Ґловацькому
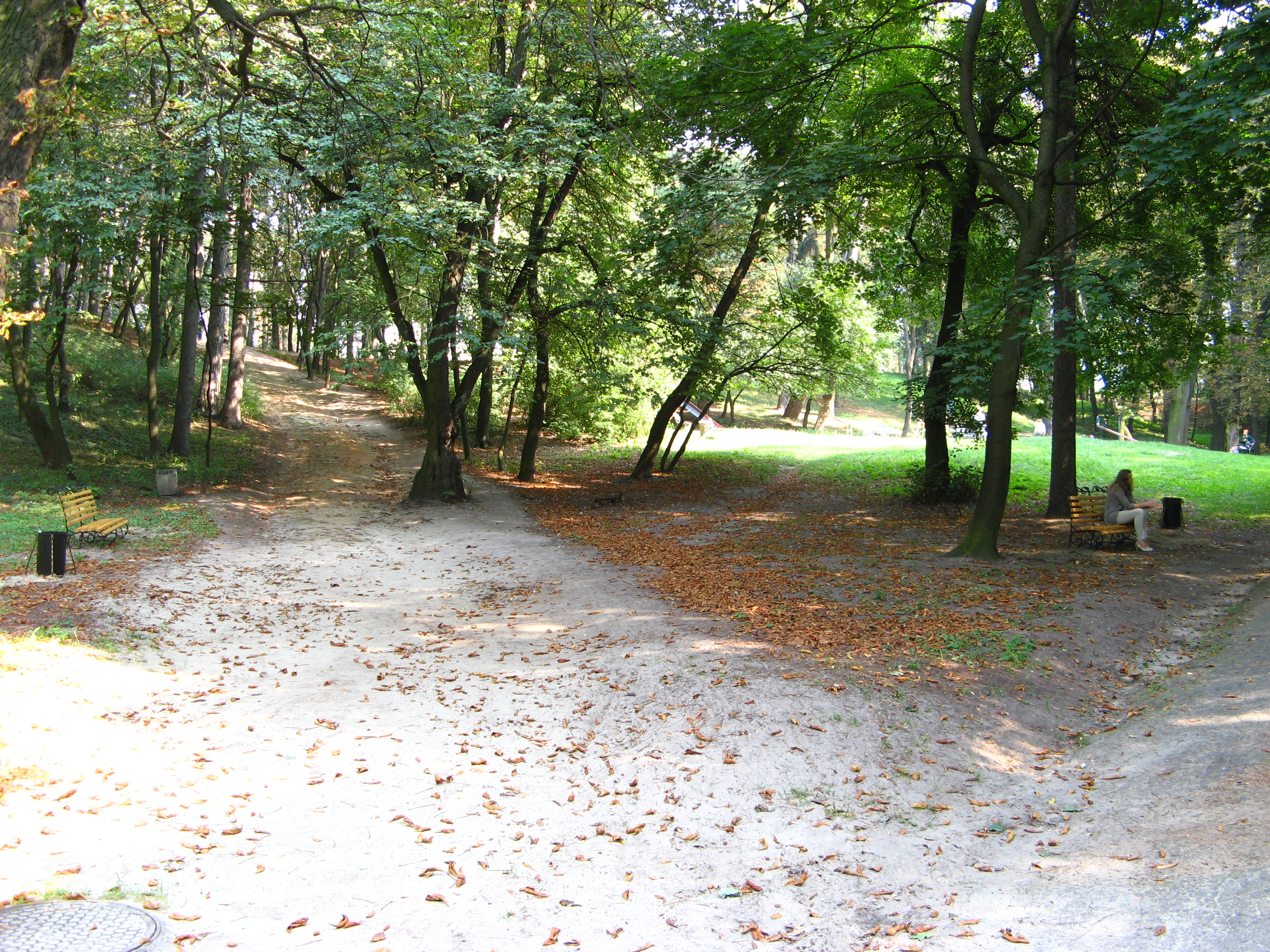
Алеї в парку
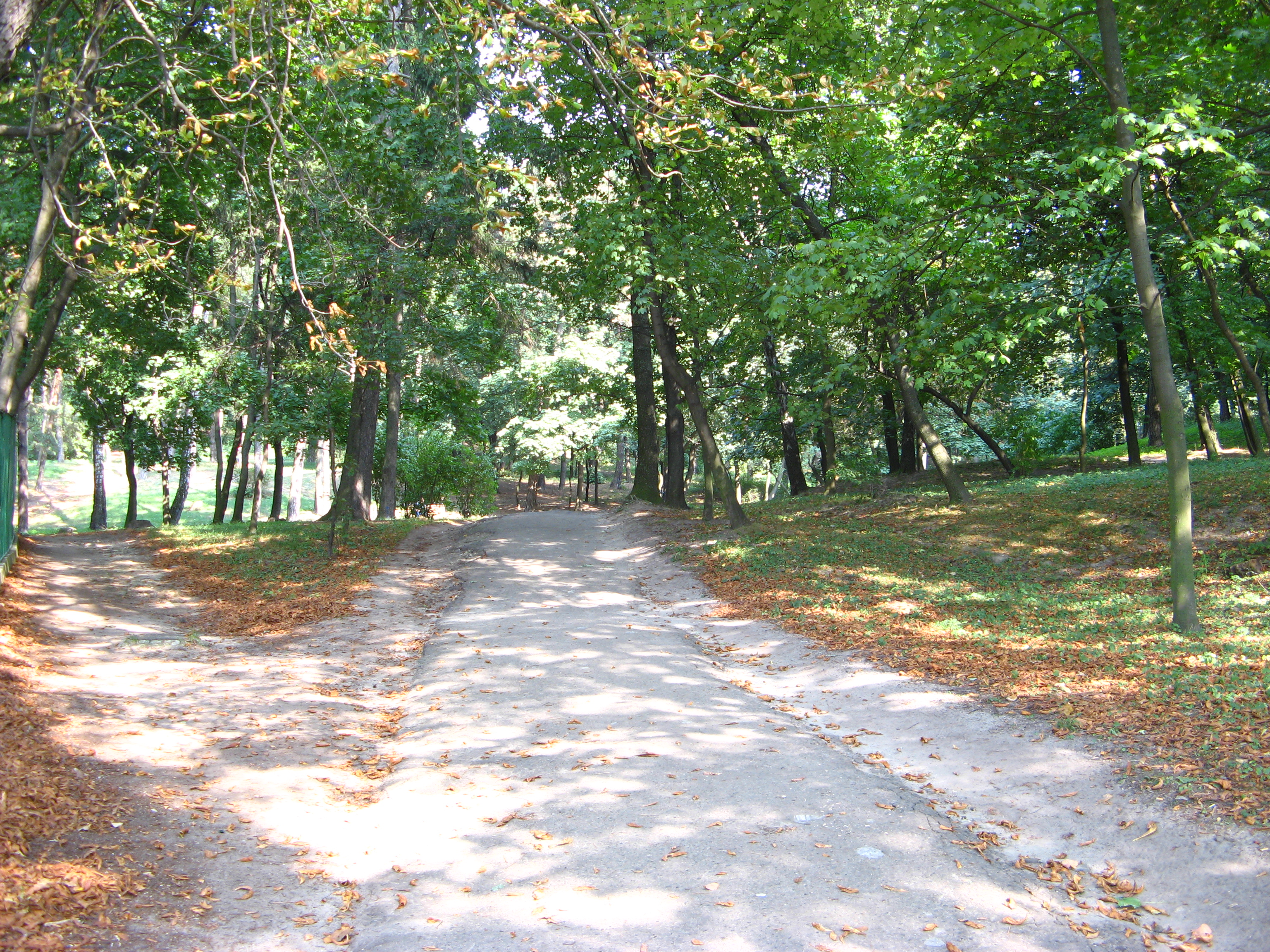
Алеї в парку
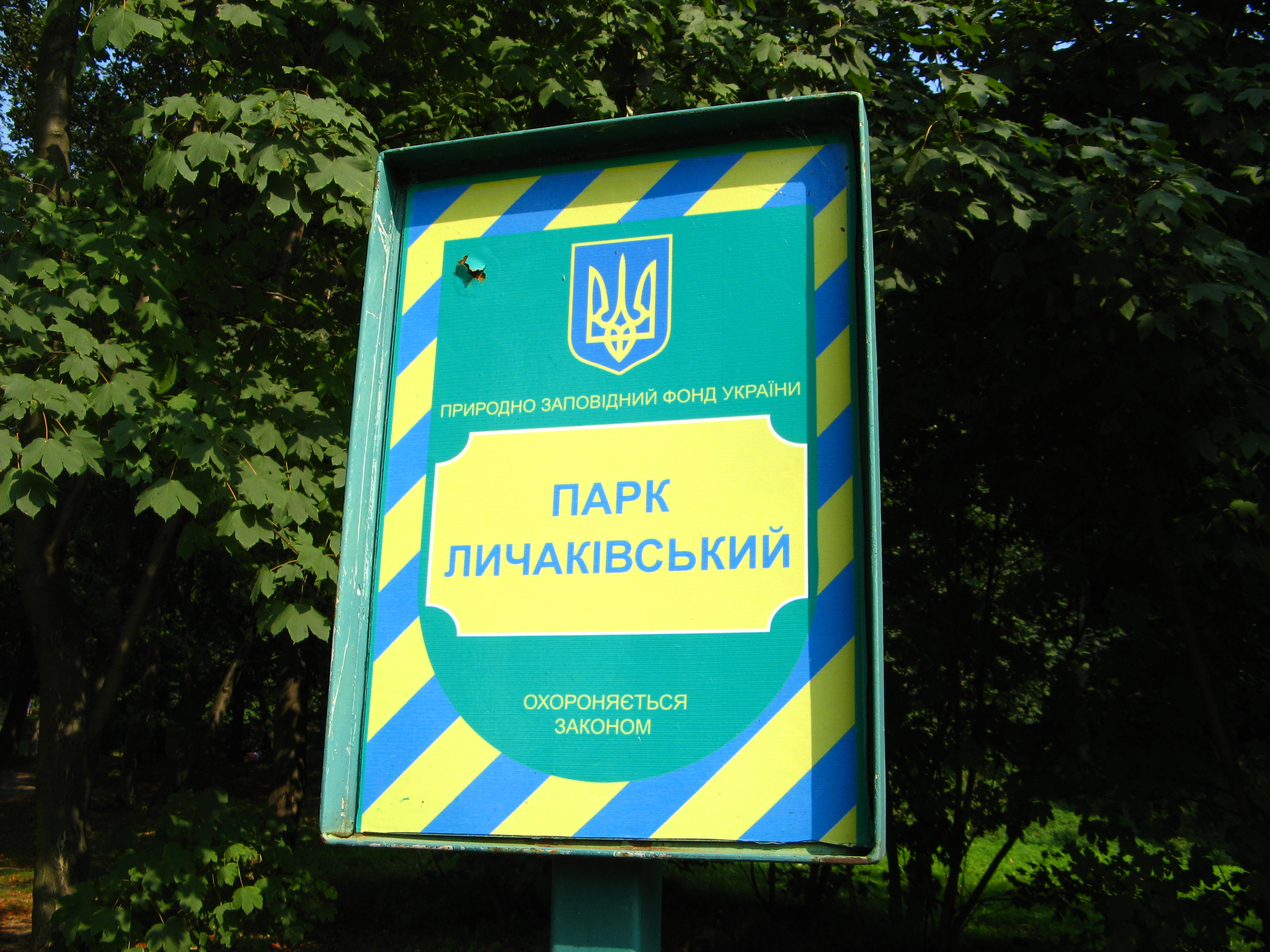
Інформаційний щит
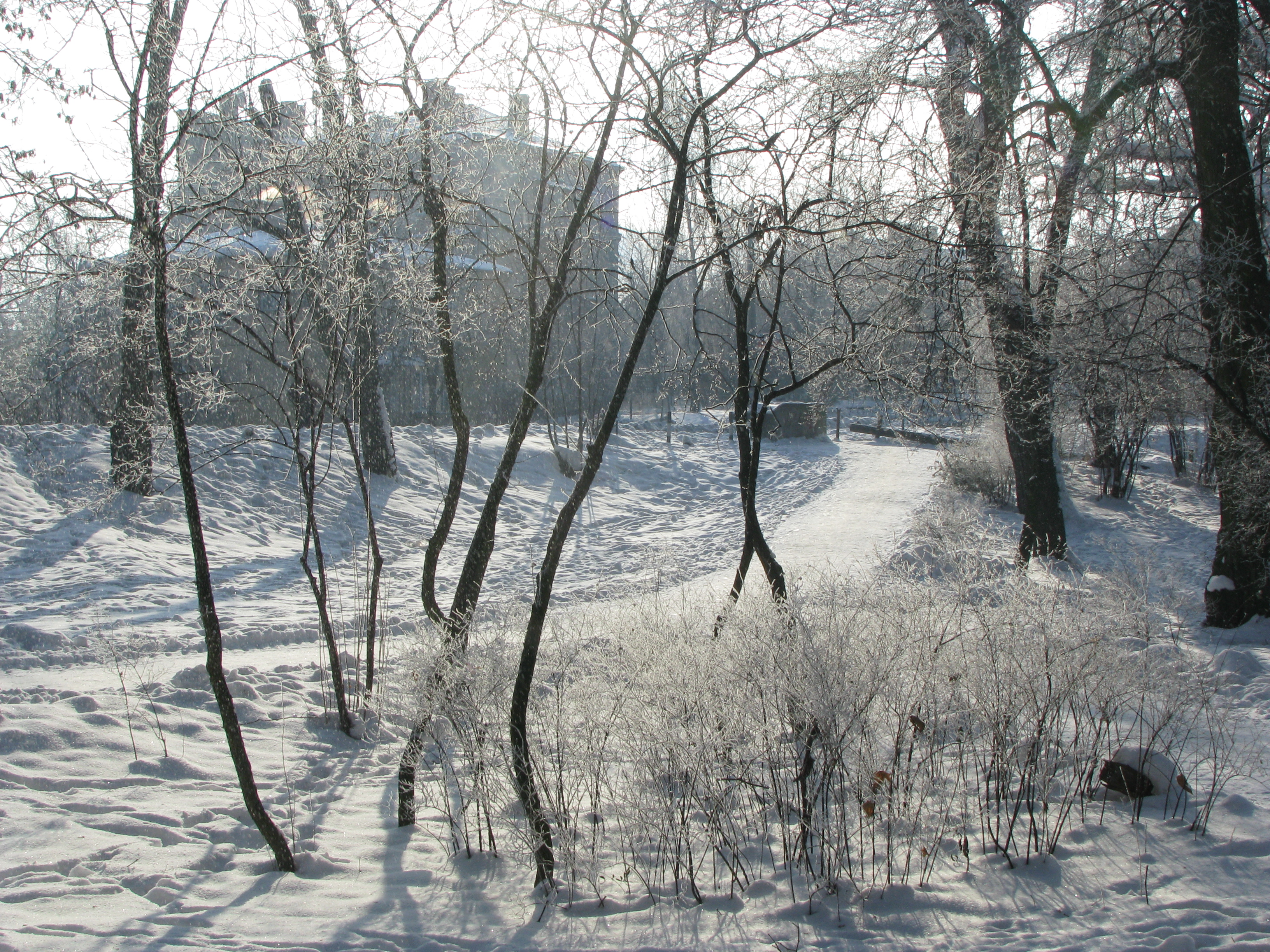
Вигляд на вулицю Пасічну
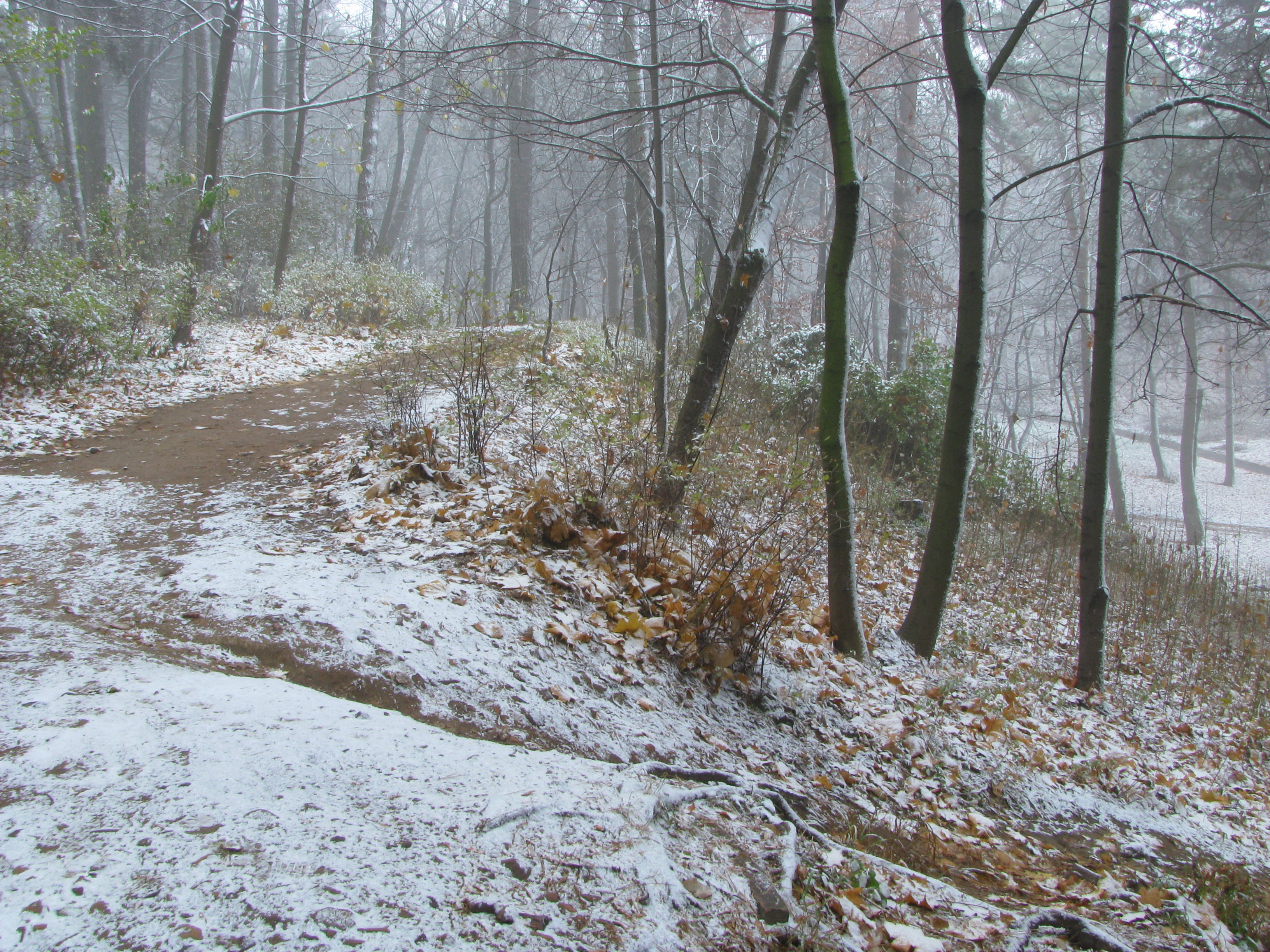
Парковий ландшафт
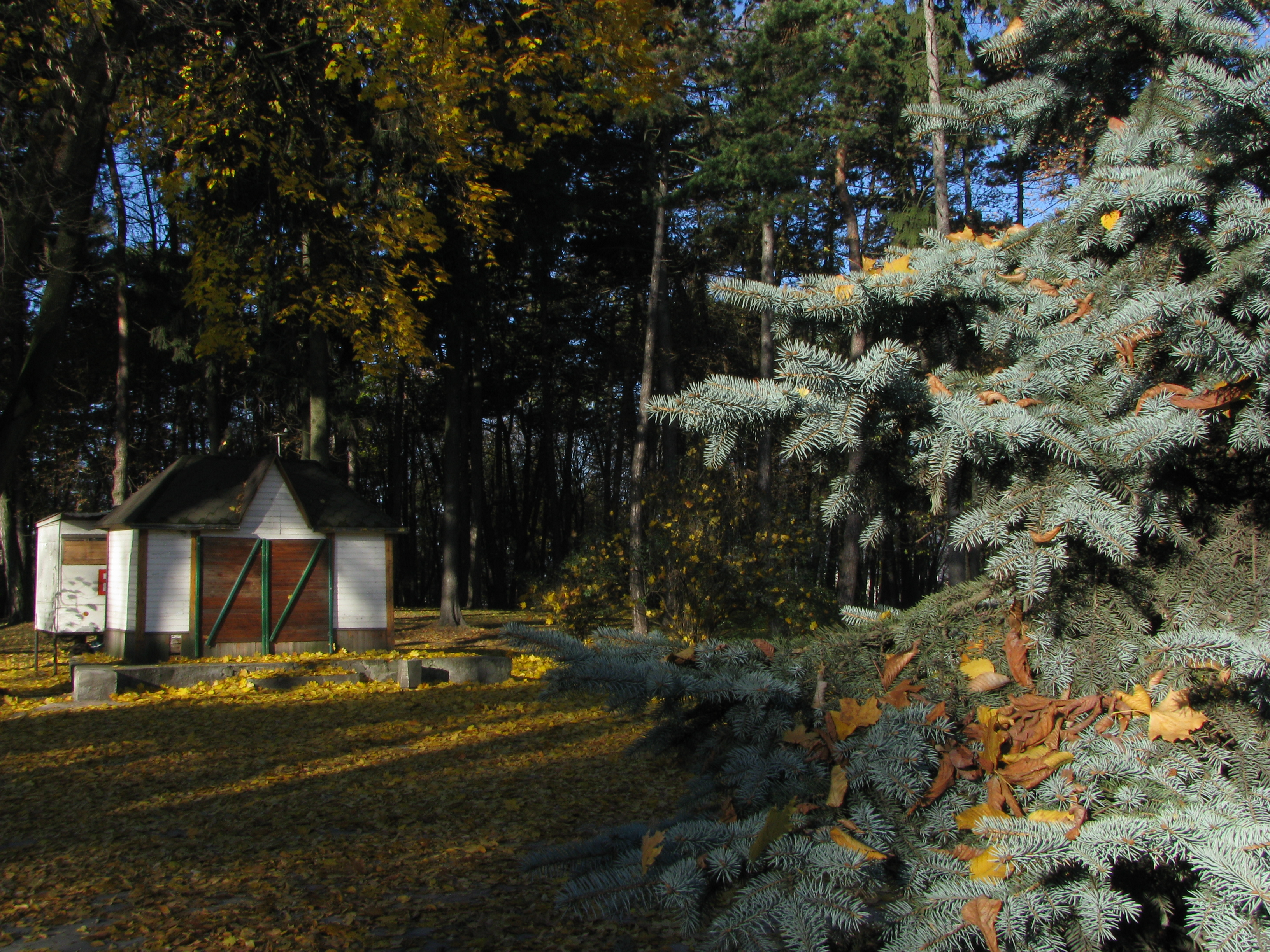
Парк восени (2011)